# Markiewiczów
Markiewiczów – wieś w Polsce położona w województwie lubelskim, w powiecie krasnostawskim, w gminie Żółkiewka.
Do 2024 r. miejscowość była częścią wsi Rożki-Kolonia. W latach 1975–1998 miejscowość administracyjnie należała do województwa zamojskiego.
Miejscowość wymieniona w  Słowniku geograficznym Królestwa Polskiego  przy opisie Żółkiewki. Nazwy miejscowe dawnej ziemi chełmskiej i bełskiej B.Czopek, wymieniają Markiewiczów z datą notowania 1895 rok,  miejscowość gwarowo nazywana „szpringlufka” od nazwiska ówczesnego właściciela większości terenów rolniczych niejakiego Szpringera.